# 狭叶异型柳
狭叶异型柳（学名：Salix dissa f. angustifolia）为杨柳科柳属异型柳下的一个变型。

## 扩展阅读
- 維基物種上的相關：狭叶异型柳